# Dania na Letnich Igrzyskach Olimpijskich 1932
Danię na Letnich Igrzyskach Olimpijskich w 1932 roku reprezentowało 24 zawodników (18 mężczyzn i 6 kobiet) w 8 dyscyplinach. Zdobyli łącznie 6 medali, plasując swój kraj na 20. miejscu w klasyfikacji medalowej igrzysk.
Był to ósmy start Duńczyków na letnich igrzyskach olimpijskich.

## Zdobyte medale
| Medal | Zawodnik                                | Dyscyplina           | Konkurencja                         | Data        |
| ----- | --------------------------------------- | -------------------- | ----------------------------------- | ----------- |
|       | Svend Olsen                             | Podnoszenie Ciężarów | Waga lekkociężka                    | 30 lipca    |
|       | Frode Sørensen Leo Nielsen Henry Hansen | Kolarstwo            | Drużynowy wyścig na czas            | 4 sierpnia  |
|       | Abraham Kurland                         | Zapasy               | Styl klasyczny – waga lekka         | 7 sierpnia  |
|       | Harald Christensen Willy Gervin         | Kolarstwo            | Sprint tandemami na 2 km            | 3 sierpnia  |
|       | Else Jacobsen                           | Plywanie             | 200 metrów stylem klasycznym kobiet | 9 sierpnia  |
|       | Peter Jørgensen                         | Boks                 | Waga półciężka                      | 13 sierpnia |

## Reprezentanci

### Boks
| Zawodnik        | Konkurencja     | 1/8 finału          | Ćwierćfinały        | Półfinały              | Finał/O 3. miejsce              | Pozycja | Źródło |
| Zawodnik        | Konkurencja     | Przeciwnik Wynik    | Przeciwnik Wynik    | Przeciwnik Wynik       | Przeciwnik Wynik                | Pozycja | Źródło |
| --------------- | --------------- | ------------------- | ------------------- | ---------------------- | ------------------------------- | ------- | ------ |
| Carl Jensen     | Waga półśrednia | Nils Althin Wygrana | Erich Campe Porażka | NQ                     | NQ                              | 5.-8.   | [ 1 ]  |
| Peter Jørgensen | Waga półciężka  | Nie dotyczy         | Rafael Lang Wygrana | David Carstens Porażka | James Murphy Wygrana (walkower) | brąz    | [ 2 ]  |

### Kolarstwo

#### Konkurencje szosowe
| Zawodnik                                | Konkurencja                 | Czas      | Pozycja | Źródło |
| --------------------------------------- | --------------------------- | --------- | ------- | ------ |
| Frode Sørensen                          | Indywidualny wyścig na czas | 2:30:11.2 | 5.      | [ 3 ]  |
| Leo Nielsen                             | Indywidualny wyścig na czas | 2:32:48.6 | 9.      | [ 3 ]  |
| Henry Hansen                            | Indywidualny wyścig na czas | 2:35:50.4 | 12.     | [ 3 ]  |
| Gunnar Andersen                         | Indywidualny wyścig na czas | 2:37:23.6 | 18.     | [ 3 ]  |
| Frode Sørensen Leo Nielsen Henry Hansen | Drużynowy wyścig na czas    | 7:38:50.2 | srebro  | [ 4 ]  |

#### Konkurencje torowe
| Zawodnik           | Konkurencja  | Czas   | Pozycja | Źródło |
| ------------------ | ------------ | ------ | ------- | ------ |
| Harald Christensen | 1 km na czas | 1:16.0 | 7.      | [ 5 ]  |

| Zawodnik                        | Konkurencja              | Runda 1. | Runda 1. | Repasaż o półfinał/ćwierćfinał | Repasaż o półfinał/ćwierćfinał | Ćwierćfinał | Ćwierćfinał | Półfinał | Półfinał | Wyścig o brąz | Wyścig o brąz | Finał            | Pozycja | Źródło |
| Zawodnik                        | Konkurencja              | Czas     | Pozycja  | Czas                           | Pozycja                        | Czas        | Pozycja     | Czas     | Pozycja  | Czas          | Pozycja       | Przeciwnik Wynik | Pozycja | Źródło |
| ------------------------------- | ------------------------ | -------- | -------- | ------------------------------ | ------------------------------ | ----------- | ----------- | -------- | -------- | ------------- | ------------- | ---------------- | ------- | ------ |
| Willy Gervin                    | Sprint                   | NN       | 2. Q     | NN                             | 2.                             | NQ          | NQ          | NQ       | NQ       | NQ            | NQ            | NQ               | 5.-8.   | [ 6 ]  |
| Harald Christensen Willy Gervin | Sprint tandemami na 2 km | DQ       | DQ       | NN                             | 1. Q                           | Nie dotyczy | Nie dotyczy | NN       | 2.       | Nie dotyczy   | Nie dotyczy   | NQ               | brąz    | [ 7 ]  |

### Lekkoatletyka

#### Mężczyźni
| Zawodnik                   | Konkurencja    | Eliminacje  | Eliminacje  | Finał   | Finał   | Źródło |
| Zawodnik                   | Konkurencja    | Czas        | Pozycja     | Czas    | Pozycja | Źródło |
| -------------------------- | -------------- | ----------- | ----------- | ------- | ------- | ------ |
| Christian Markersen        | Bieg na 1500 m | 4:06.5      | 6.          | NQ      | NQ      | [ 8 ]  |
| Anders Hartington Andersen | Maraton        | Nie dotyczy | Nie dotyczy | 2:44:38 | 10.     | [ 9 ]  |

### Pływanie
Kobiety
| Zawodniczka    | Konkurencja                  | Eliminacje | Eliminacje | Półfinały   | Półfinały   | Finał  | Finał   | Źródło |
| Zawodniczka    | Konkurencja                  | Czas       | Pozycja    | Czas        | Pozycja     | Czas   | Pozycja | Źródło |
| -------------- | ---------------------------- | ---------- | ---------- | ----------- | ----------- | ------ | ------- | ------ |
| Lilli Andersen | 100 metrów stylem dowolnym   | 1:11.6     | 3.         | NQ          | NQ          | NQ     | NQ      | [ 10 ] |
| Lilli Andersen | 400 metrów stylem dowolnym   | 6:05.1     | 2. Q       | 6:05.5      | 4.          | NQ     | NQ      | [ 10 ] |
| Else Jacobsen  | 200 metrów stylem klasycznym | 3:12.1     | 1. Q       | Nie dotyczy | Nie dotyczy | 3:07.1 | brąz    | [ 11 ] |

### Podnoszenie ciężarów
| Zawodnik    | Konkurencja      | Wyciskanie | Wyciskanie | Rwanie   | Rwanie  | Podrzut | Podrzut | Suma   | Suma    | Źródło |
| Zawodnik    | Konkurencja      | Wynik      | Pozycja    | Wynik    | Pozycja | Wynik   | Pozycja | Wynik  | Pozycja | Źródło |
| ----------- | ---------------- | ---------- | ---------- | -------- | ------- | ------- | ------- | ------ | ------- | ------ |
| Svend Olsen | Waga lekkociężka | 102,5 kg   | 1.         | 107,5 kg | 2.      | 150 kg  | 1.      | 360 kg | srebro  | [ 12 ] |

### Skoki do wody
| Zawodnik      | Konkurencja            | Punktacja za skok | Punktacja za skok | Punktacja za skok | Punktacja za skok | Punktacja za skok | Suma punktów | Pozycja | Źródło |
| Zawodnik      | Konkurencja            | 1                 | 2                 | 3                 | 4                 | 5                 | Suma punktów | Pozycja | Źródło |
| ------------- | ---------------------- | ----------------- | ----------------- | ----------------- | ----------------- | ----------------- | ------------ | ------- | ------ |
| Ingrid Larsen | Skoki z trampoliny 3 m | 7,56              | 12,48             | 6,46              | 9                 | 12,96             | 57,26 pkt    | 8.      | [ 13 ] |
| Ingrid Larsen | Skoki z wieży 10 m     | 7,7               | 7,7               | 7,92              | 8,64              | Nie dotyczy       | 31,96 pkt    | 5.      | [ 14 ] |

### Szermierka

#### Mężczyźni
| Zawodnik                                                    | Konkurencja          | Grupa eliminacyjna | Grupa eliminacyjna | Grupa eliminacyjna | Grupa Półfinałowa | Grupa Półfinałowa | Grupa Półfinałowa | Grupa Finałowa | Grupa Finałowa | Grupa Finałowa | Źródło |
| Zawodnik                                                    | Konkurencja          | Przeciwnicy i wyniki | Bilans/Punkty      | Pozycja            | Przeciwnicy i wyniki | Bilans/Punkty     | Pozycja           | Przeciwnicy i wyniki | Bilans/Punkty  | Pozycja        | Źródło |
| ----------------------------------------------------------- | -------------------- | --- | ------------------ | ------------------ | --- | ----------------- | ----------------- | --- | -------------- | -------------- | ------ |
| Axel Bloch                                                  | Floret indywidualnie | G. Guaragna – P 2-5 R. Bougnol – P 0-5 E. Lloyd – P 0-5 D. Every – Z 5-3 L. Candiani – Z 5-1 E. Dalton – Z 5-4                                                                                              | 3-3                | 6. Q               | P. Cattiau – P 2-5 W. Mund – Z 5-4 R. Larraz – P 0-5 E. Casmir – P 1-5 É. Gardére – P 3-5 G. Gaudini – P 1-5 D. de Jong – Z 5-3 J. Lewis – P 1-5                                              | 2-6               | 7.                | NQ | NQ             | NQ             | [ 16 ] |
| Ivan Osiier                                                 | Floret indywidualnie | R. Valenzuela – Z 5-4 W. Mund – P 2-5 E. Prieto – Z 5-1 B. Markus – Z 5-0 P. de Graffenried – Z 5-1 | 4-1                | 4. Q               | G. Marzi – P 3-5 R. Bougnol – P 3-5 P. de Graffenried – Z 5-0 G. Guaragna – P 4-5 D. Every – Z 5-4 G. de Bourguignon – Z 5-4 Á. Gorordo – P 1-5 E. Lloyd – P 1-5                              | 3-5               | 7.                | NQ | NQ             | NQ             | [ 16 ] |
| Erik Kofoed-Hansen                                          | Floret indywidualnie | G. Gaudini – P 1-5 É. Gardére – P 2-5 R. Larraz – P 2-5 G. de Bourguignon – P 2-5 E. Casmir – P 0-5 T. Lorber – Z 5-3 R. Izcoa – P 2-5 D. de Jong – P 3-5                                                   | 1-7                | 9.                 | NQ | NQ                | NQ                | NQ | NQ             | NQ             | [ 16 ] |
| Axel Bloch Aage Leidersdorff Erik Kofoed-Hansen Ivan Osiier | Floret drużynowo     | R. Izcoa, L. Candiani, E. Prieto, J .Sánchez – Z 11-5 | 1-0                | 2. Q               | Nie dotyczy | Nie dotyczy       | Nie dotyczy       | R. Bondoux, R. Bougnol, R. Lemoine, É. Gardére – P 6-10 G. Guaragna, G. Pessina, G. Marzi, R. Terlizzi – P 4-12 D. Every, G. Calnan, H. Alessandroni, J. Lewis – P 7-9            | 0-3            | 4.             | [ 17 ] |
| Aage Leidersdorff                                           | Szpada indywidualnie | S. Ragno – P 1-3 G. Buchard – P 2-3 X. De Beukelaer – P 1-3 H. Corbin – Z 3-2 S. Thofelt – Z 3-1 E. Prieto – R 3-3 B. Markus – Z 3-2 D. de Jong – P 2-3                                                     | 7 pkt              | 5. Q               | C. Agostoni – P 0-3 B. Schmetz – P 2-3 G. Cornaggia-Medici – P 2-3 M. Janlet – P 1-3 A. Poplimont – P 0-3 G. Calnan – P 0-3 S. Lindström – P 1-3 B. Lindman – Z 3-1 P. de Graffenried – P 1-3 | 2 pkt             | 10.               | NQ | NQ             | NQ             | [ 18 ] |
| Erik Kofoed-Hansen                                          | Szpada indywidualnie | C. Agostoni – P 0-3 B. Schmetz – P 0-3 A. Poplimont – P 2-3 G. Calnan – P 2-3 B. Lindman – P 1-3 P. de Graffenried – P 2-3 I. Petneházy – Z 3-0 G. Delgadillo – Z 3-1 P. Farrell – Z 3-0 R. Saucedo – P 0-3 | 6 pkt              | 9.                 | NQ | NQ                | NQ                | NQ | NQ             | NQ             | [ 18 ] |
| Axel Bloch Aage Leidersdorff Erik Kofoed-Hansen Ivan Osiier | Szpada drużynowo     | BYE | BYE                | BYE                | C. Shears, F. Righeimer, G. Calnan, G. Heiss – P 8-8 (28-33) | 0-1               | 3.                | NQ | NQ             | NQ             | [ 19 ] |
| Ivan Osiier                                                 | Szabla indywidualnie | W. Segda – P 3-5 P. Bruder – P 3-5 J. Piot – Z 5-2 G. Delgadillo – Z 5-2 P. Farrell – Z 5-3 | 3-2                | 3. Q               | F. Valero – Z 5-2 L. Lubicz-Nycz – Z 5-2 A. Papée – Z 5-4 J. Huffman – P 4-5 A. de Vecchi – Z 5-1 A. Petschauer – P 2-5 É. Gardére – P 4-5                                                    | 4-3               | 4. Q              | N. Cohn-Armitage – P 1-5 J. Huffman – P 3-5 A. de Vecchi – Z 5-4 E. Salafia – Z 5-2 E. Kabos – Z 5-2 A. Petschauer – P 2-5 G. Piller – P 2-5 G. Gaudini – P 4-5 E. Casmir – Z 5-2 | 4-5            | 7.             | [ 20 ] |
| Axel Bloch                                                  | Szabla indywidualnie | E. Kabos – P 3-5 E. Salafia – P 0-5 A. Papée – P 1-5 N. Cohn-Armitage – P 0-5 G. de Bourguignon – Z 5-3 F. Valero – P 2-5 E. Casmir – P 1-5                                                                 | 1-6                | 7.                 | NQ | NQ                | NQ                | NQ | NQ             | NQ             | [ 20 ] |
| Aage Leidersdorff                                           | Szabla indywidualnie | G. Piller – P 3-5 A. de Vecchi – P 2-5 L. Lubicz-Nycz – P 3-5 John Huffman – P 2-5 É. Gardére – P 0-5 A. Haro – P 1-5 C. Merlo – P 5-2 D. de Jong – P 3-5                                                   | 1-7                | 9.                 | NQ | NQ                | NQ                | NQ | NQ             | NQ             | [ 20 ] |
| Axel Bloch Aage Leidersdorff Erik Kofoed-Hansen Ivan Osiier | Szabla drużynowo     | A. Petschauer, E. Nagy, G. Glykais, G. Piller – P 1-11 T. Friedrich, L. Lubicz-Nycz, A. Papée, W. Segda – P 5-9                                                                                             | 0-2                | 3.                 | Nie dotyczy | Nie dotyczy       | Nie dotyczy       | NQ | NQ             | NQ             | [ 21 ] |

#### Kobiety
| Zawodnik    | Konkurencja          | Grupa eliminacyjna | Grupa eliminacyjna | Grupa eliminacyjna | Grupa Finałowa | Grupa Finałowa | Grupa Finałowa | Źródło |
| Zawodnik    | Konkurencja          | Przeciwnicy i wyniki | Bilans/Punkty      | Pozycja            | Przeciwnicy i wyniki | Bilans/Punkty  | Pozycja        | Źródło |
| ----------- | -------------------- | --- | ------------------ | ------------------ | --- | -------------- | -------------- | ------ |
| Gerda Munck | Floret indywidualnie | H. Mayer – P 0-5 J. Guinness Penn-Hughes – P 4-5 M. Lloyd – Z 5-2 J. de Boer – Z 5-1 M. Guggolz – Z 5-1 J. Vical – Z 5-0 M. Danÿ – P 4-5   | 4-3                | 3. Q               | E. Müller-Preis – P 4-5 J. Guinness Penn-Hughes – P 3-5 E. Bogen-Bogáti – P 3-5 J. Addams – P 3-5 H. Mayer – P 2-5 J. de Boer – P 1-5 M. Lloyd – Z 5-2 P. Butler – Z 5-2 G. Olsen – P 3-5 | 2-7            | 7.             | [ 22 ] |
| Grete Olsen | Floret indywidualnie | J. Addams – P 4-5 E. Müller-Preis – P 4-5 E. Bogen-Bogáti – Z 5-2 P. Butler – Z 5-4 D. Locke – Z 5-4 I. Klint – Z 5-0 J. Archibald – Z 5-2 | 5-2                | 4. Q               | E. Müller-Preis – P 4-5 J. Guinness Penn-Hughes – P 4-5 E. Bogen-Bogáti – P 4-5 J. Addams – P 1-5 H. Mayer – P 1-5 J. de Boer – P 3-5 G. Munck – Z 5-3 P. Butler – Z 5-4 M. Lloyd – P 4-5 | 2-7            | 8.             | [ 22 ] |
| Inger Klint | Floret indywidualnie | J. Addams – Z 4-5 E. Müller-Preis – Z 4-5 Grete Olsen – Z 0-5 P. Butler – Z 1-5 D. Locke – Z 2-5 J. Archibald – Z 5-4 E. Escudero – Z 5-2  | 2-5                | 7.                 | NQ | NQ             | NQ             | [ 22 ] |

### Zapasy
Punktacja za pojedynek:
- 0 pkt – zwycięstwo przed czasem
- 1 pkt – zwycięstwo przez decyzję sędziów
- 2 pkt – remis
- 3 pkt – porażka

#### Styl klasyczny
| Zawodnik         | Konkurencja              | Rundy eliminacyjne               | Rundy eliminacyjne | Rundy eliminacyjne               | Rundy eliminacyjne | Rundy eliminacyjne            | Rundy eliminacyjne | Rundy eliminacyjne | Rundy eliminacyjne | Runda finałowa                  | Runda finałowa | Źródło |
| Zawodnik         | Konkurencja              | Runda 1.                         | Runda 1.           | Runda 2.                         | Runda 2.           | Runda 3.                      | Runda 3.           | Runda 4.           | Runda 4.           | Runda finałowa                  | Runda finałowa | Źródło |
| Zawodnik         | Konkurencja              | Przeciwnik Wynik                 | Punkty             | Przeciwnik Wynik                 | Punkty             | Przeciwnik Wynik              | Punkty             | Przeciwnik Wynik   | Punkty             | Przeciwnik Wynik                | Punkty         | Źródło |
| ---------------- | ------------------------ | -------------------------------- | ------------------ | -------------------------------- | ------------------ | ----------------------------- | ------------------ | ------------------ | ------------------ | ------------------------------- | -------------- | ------ |
| Christian Schack | Waga piórkowa (-61 kg)   | Kiyoshi Kase Porażka (decyzja)   | 3 pkt              | DNS                              | DNS                | NQ                            | NQ                 | NQ                 | NQ                 | NQ                              | NQ             | [ 23 ] |
| Abraham Kurland  | Waga lekka (-66 kg)      | Yoneichi Miyazaki Wygrana (3:39) | 0 pkt              | Georg Sperling Porażka (decyzja) | 3 pkt              | BYE                           | 3 pkt              | Nie dotyczy        | Nie dotyczy        | Erik Malmberg Porażka (decyzja) | srebro         | [ 24 ] |
| Børge Jensen     | Waga półśrednia (-72 kg) | Arild Dahl Wygrana (decyzja)     | 1 pkt              | Osvald Käpp Porażka (decyzja)    | 4 pkt              | Väinö Kajander Porażka (3:06) | 7 pkt (eliminacja) | NQ                 | NQ                 | NQ                              | NQ             | [ 25 ] |

#### Styl wolny
| Zawodnik         | Konkurencja              | Rundy eliminacyjne             | Rundy eliminacyjne | Rundy eliminacyjne                  | Rundy eliminacyjne | Rundy eliminacyjne | Rundy eliminacyjne | Rundy eliminacyjne | Rundy eliminacyjne | Runda finałowa   | Runda finałowa | Źródło |
| Zawodnik         | Konkurencja              | Runda 1.                       | Runda 1.           | Runda 2.                            | Runda 2.           | Runda 3.           | Runda 3.           | Runda 4.           | Runda 4.           | Runda finałowa   | Runda finałowa | Źródło |
| Zawodnik         | Konkurencja              | Przeciwnik Wynik               | Punkty             | Przeciwnik Wynik                    | Punkty             | Przeciwnik Wynik   | Punkty             | Przeciwnik Wynik   | Punkty             | Przeciwnik Wynik | Punkty         | Źródło |
| ---------------- | ------------------------ | ------------------------------ | ------------------ | ----------------------------------- | ------------------ | ------------------ | ------------------ | ------------------ | ------------------ | ---------------- | -------------- | ------ |
| Christian Schack | Waga piórkowa (- 61 kg)  | Edgar Nemir Porażka (decyzja)  | 3 pkt              | Hermanni Pihlajamäki Porażka (3:20) | 6 pkt (eliminacja) | NQ                 | NQ                 | NQ                 | NQ                 | NQ               | NQ             | [ 26 ] |
| Børge Jensen     | Waga półśrednia (-72 kg) | Jean Földeák Porażka (decyzja) | 3 pkt              | Jack VanBebber Porażka (decyzja)    | 6 pkt (eliminacja) | NQ                 | NQ                 | NQ                 | NQ                 | NQ               | NQ             | [ 27 ] |